# Claude-Marie-Mécène Marié de L'Isle
Claude-Marie-Mécène Marié de L'Isle (Château-Chinon, Borgonya, 22 de març de 1811 - Compiègne, Picardia, 14 d'agost de 1879) fou un tenor i baríton francès. Va ser un músic i cantant d'òpera francès, que va utilitzar el nom artístic de Marié.

## Formació i carrera primerenca
Nascut Claude-Marie a Château-Chinon, va anar a París per estudiar música al Conservatori, on va guanyar el primer premi de contrabaix el 1830. Va començar la seva carrera com a tenor al cor d'òpera de l'Opéra-Comique de París i va debutar com a professional al teatre d'òpera de Metz fet el rol de Raoul a Les Huguenots de Meyerbeer el 1838. L'any següent va interpretar el seu primer paper a l'Opéra-Comique, cantant Albert a La symphonie de Louis Clapisson. El 1840 va tenir la distinció d'interpretar Tonio en l'estrena mundial de La fille du régiment de Donizetti.

## Òpera de París
Marié va deixar l'Opéra-Comique el 1841 per incorporar-se a la llista de tenors principals de l'Òpera de París. Hi va romandre fins al 1844, cantant papers com Eléazar a La Juive, Max a Der Freischütz, Arnold a Guillaume Tell, Raoul, Fernand a La favorite i el paper principal a Robert le diable. Va començar a experimentar dificultats vocals en el seu registre superior a mitjans de la dècada de 1840 i va decidir reciclar la seva veu com a baríton. El 1845-1848 va cantar els seus primers papers de baríton a La Monnaie i als teatres d'òpera d'Itàlia.
El 1848 Marié va tornar a l'Òpera on va romandre la resta de la seva carrera. Mentre allà va cantar el paper principal de Guillaume Tell, Nevers a Les Huguenots, Alphonse a La favorite i Raimbaud a Le comte Ory. El 1851 va interpretar el paper d'Alcée a l'estrena de Sapho de Gounod. El 1855 va interpretar el paper de Robert a l'estrena de Les vêpres siciliennes de Verdi. El 1862 va cantar Phanor en l'estrena de La reine de Saba de Gounod.

## Carrera tardana
Al voltant de 1860 va ser el director de l'orquestra del Café Charles de París. Marié es va retirar parcialment dels escenaris el 1864, però de tant en tant va tornar als escenaris per a representacions fins al 1879. Va ser actiu com a professor de veu des del 1864 fins a la seva mort. Entre els seus alumnes hi havia les seves tres filles, sobretot Célestine Galli-Marié, que va crear el paper principal en l'estrena de Carmen de Bizet.
Marié va morir a Compiègne.